# Budismo en Hungría

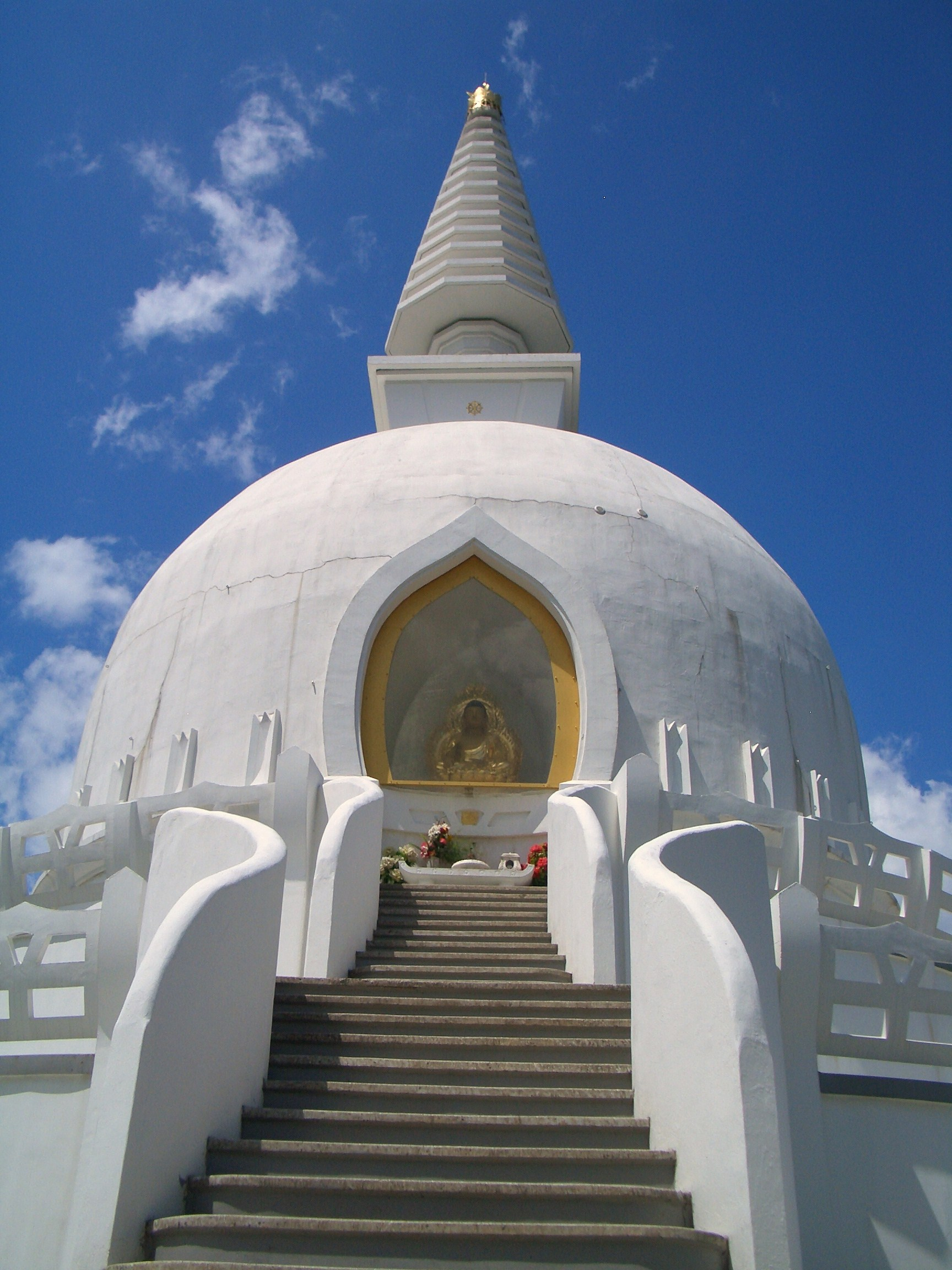
Una de las estupas más altas de Europa, la estupa Zalaszántó fue inaugurada personalmente por el XIV Dalai Lama en 1993.

El budismo en Hungría existe oficialmente como organización religiosa desde 1951, cuando Ernő Hetényi fundó la Misión Budista como miembro de la orden budista Árya Maitreya Mandala con sede en Alemania, perteneciente a la tradición mahāyāna. Sin embargo, la primera comunidad budista en el país se fundó ya en la década de 1890 en Sighetu Marmației, y József Hollósy tomó refugio budista (refugio) y escribió el Catecismo Budista (1893). Por ello, el dharma está presente en Hungría desde hace más de 130 años. En 1933, en Japón, Sándor Kőrösi Csoma fue reconocido como bodhisattva. En Hungría, a József Hollósy se le considera el segundo bodhisattva húngaro.
La cultura de la región de Rábaköz contiene elementos materiales y lingüísticos que demuestran un vínculo evidente con el budismo. En esta zona se han hallado estatuas de Buda Maitreya y otros objetos religiosos. El estudio de la relación histórica entre el budismo y el pueblo húngaro se basa principalmente en análisis lingüísticos. El investigador más destacado en este ámbito fue Sándor Kőrösi Csoma.
En el budismo húngaro coexisten numerosas escuelas, cada una representada por una institución independiente con su propio sistema doctrinal. Las distintas corrientes conviven generalmente de forma tolerante y respetuosa, aunque el diálogo entre ellas es relativamente escaso.
Hasta ahora, en Hungría se han inaugurado oficialmente 11 estupas: cuatro en Budapest, y una en cada una de las siguientes localidades: Budakeszi, Bükkmogyorósd (en Csernely), Zalaszántó, el pueblo de Tar, Becske, Mánfa y la finca de Uszó. La Estupa de la Paz de Zalaszántó, con sus 36 metros de alto y 24 metros de ancho, es el segundo santuario budista más alto de Europa.
En Hungría existe un instituto budista de educación secundaria (Instituto Budista A Tan Kapuja) y una universidad budista (Universidad Budista A Tan Kapuja).
En Hungría es difícil estimar el número de practicantes budistas y simpatizantes del budismo. Diversas fuentes calculan cifras que varían entre 5.000 y 30.000 personas. En el censo nacional de 2022, 11 042 personas se declararon budistas en el país.